# Šubířov
Šubířov település Csehországban, a Prostějovi járásban. Šubířov Skřípov, Kladky, Dzbel és Jaroměřice településekkel határos. Lakosainak száma 268 fő (2024. január 1.).

## Népesség
A település lakosságának változását az alábbi diagram mutatja:
| Lakosok száma | 911  | 877  | 783  | 542  | 374  | 231  | 237  | 234  | 244  | 268  |
|               | 1869 | 1900 | 1921 | 1961 | 1980 | 2011 | 2016 | 2019 | 2021 | 2024 |